# Dicranomyia (Erostrata) canis
Dicranomyia (Erostrata) canis is een tweevleugelige uit de familie steltmuggen (Limoniidae). De soort komt voor in het Oriëntaals gebied.